# Bütyköshangyaformák

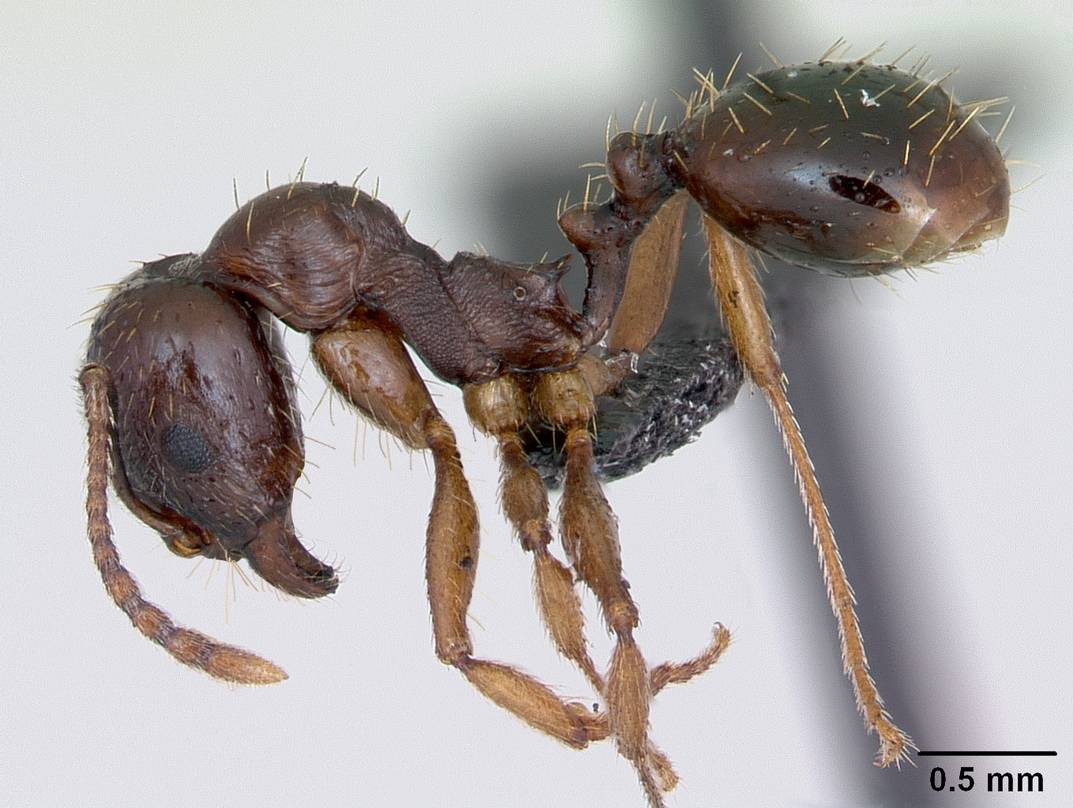
Vörös karcsúhangya (Aphaenogaster subterranea)

A vöröshangyafélék és a bütyköshangyafélék dolgozóinak fő testtájai (angol jelkulccsal)

A bütyköshangyaformák (Myrmicinae) a hártyásszárnyúak (Hymenoptera) fullánkosdarázs-alkatúak (Apocrita) alrendjébe sorolt hangyák (Formicidae) családjának egyik alcsaládja hat nemzetség közel kétszáz nemével.

## Származásuk, elterjedésük
Magyarországon 17 nem 60 faja él (Csathó et al.):
- csomóshangya (Manica)
  - közönséges csomóshangya (Manica rubida)

- bütyköshangya (Myrmica)
  - homoki bütyköshangya (Myrmica constricta)
  - sziki bütyköshangya (Myrmica curvithorax)
  - sztyeppi bütyköshangya (Myrmica deplanata)
  - mocsári bütyköshangya (Myrmica gallieni)
  - élősdi bütyköshangya (Myrmica karavajevi)
  - hegyi bütyköshangya (Myrmica lobicornis)
  - sziklai bütyköshangya (Myrmica lonae)
  - élôsködô bütyköshangya (Myrmica microrubra)[1]
  - közönséges bütyköshangya (Myrmica rubra)
  - erdei bütyköshangya (Myrmica ruginodis)
  - karcsú bütyköshangya (Myrmica rugulosa)
  - gyakori bütyköshangya (Myrmica sabuleti)
  - réti bütyköshangya (Myrmica scabrinodis)
  - kétszínű bütyköshangya (Myrmica schencki)
  - pusztai bütyköshangya (Myrmica specioides)
  - északi bütyköshangya (Myrmica vandeli)

- avarhangya (Stenamma)
  - közönséges  avarhangya (Stenamma debile)

- karcsúhangya (Aphaenogaster)
  - vörös karcsúhangya (Aphaenogaster subterranea)

- maggyűjtőhangya (Messor)
  - közönséges maggyűjtőhangya (Messor structor)

- tűzhangya (Solenopsis)
  - tolvajhangya (Solenopsis fugax)

- fáraóhangya (Monomorium)
  - kis fáraóhangya (Monomorium pharaonis)

- csőröshangya (Strumigenys)
  - ritka csőröshangya (Strumigenys argiola)
  - közönséges  csőröshangya (Strumigenys baudueri)

- szultánhangya (Cardiocondyla)
  - dalmát szultánhangya (Cardiocondyla dalmatica)

- gyepihangya (Tetramorium)
  - satnya gyepihangya (Tetramorium atratulum)
  - hódító gyepihangya (Tetramorium bicarinatum)
  - nyugati gyepihangya (Tetramorium caespitum)
  - orosz gyepihangya (Tetramorium ferox)
  - magyar gyepihangya (Tetramorium hungaricum)
  - gyakori gyepihangya (Tetramorium immigrans)
  - keleti gyepihangya ( Tetramorium indocile)
  - indonéz gyepihangya (Tetramorium insolens)
  - morva gyepihangya (Tetramorium moravicum)
  - déli gyepihangya (Tetramorium semilaeve)
  - barna gyepihangya (Tetramorium staerckei)

- betyárhangya (Strongylognathus)
  - sárga betyárhangya (Strongylognathus testaceus)

- szívhangya (Crematogaster)
  - vörös szívhangya (Crematogaster schmidti)
  - pirosfejű szívhangya (Crematogaster scutellaris)
  - fekete szívhangya (Crematogaster sordidula)

- ráncoshangya (Myrmecina)
  - közönséges ráncoshangya (Myrmecina graminicola)

- kéreghangya (Temnothorax)
  - erdei kéreghangya (Temnothorax affinis)
  - ligeti kéreghangya (Temnothorax albipennis)
  - rozsdás kéreghangya (Temnothorax clypeatus)
  - ritka kéreghangya (Temnothorax corticalis)
  - gubacslakó kéreghangya (Temnothorax crassispinus)
  - kormosképű kéreghangya (Temnothorax interruptus)
  - fényesfejű kéreghangya (Temnothorax jailensis)
  - feketefejű kéreghangya (Temnothorax nigriceps)
  - apró kéreghangya (Temnothorax parvulus)
  - füstös kéreghangya (Temnothorax sordidulus)
  - barnatorú kéreghangya (Temnothorax tuberum)
  - sárga kéreghangya (Temnothorax turcicus)
  - gyűrűs kéreghangya (Temnothorax unifasciatus)
  - rabszolgatartó kéreghangya (Temnothorax zaleskyi)

- martalóchangya (Harpagoxenus)
  - közönséges martalóchangya (Harpagoxenus sublaevis)

- vendéghangya (Formicoxenus)
  - közönséges  vendéghangya (Formicoxenus nitidulus)

- berkihangya (Leptothorax)
  - fenyveslakó berkihangya (Leptothorax gredleri)
  - sötétfejű berkihangya (Leptothorax muscorum)

A legközönségesebb közülük a nyugati gyepihangya (Tetramorium caespitum), amely nemcsak erdőn-mezőn található meg, de gyakran a lakásokba is betelepül (Brehm).

## Megjelenésük, felépítésük
A legtöbb faj fullánkja fejlett. Nevüket onnan kapták, hogy potrohnyelüket két bütyök formájú potrohszelvény alkotja. Ez a testalkat segíti a szúrást (a fullánk használatát). Az ilyen potrohú fajokat gyakran „kétbütykös” hangyáknak nevezi. A fullánk és a méregmirigy nélkül, „hagyományos értelemben” vett potrohuk viszonylag kicsi, ezért viszonylag karcsúak (Tartally).
Fejükön a két homlokléc egymástól eltávolodott. Szemük többnyire jól fejlett (Brehm).

## Életmódjuk, élőhelyük
Lárváik nem szőnek kokont a bábozódáshoz (Tartally).